# Czas narastania

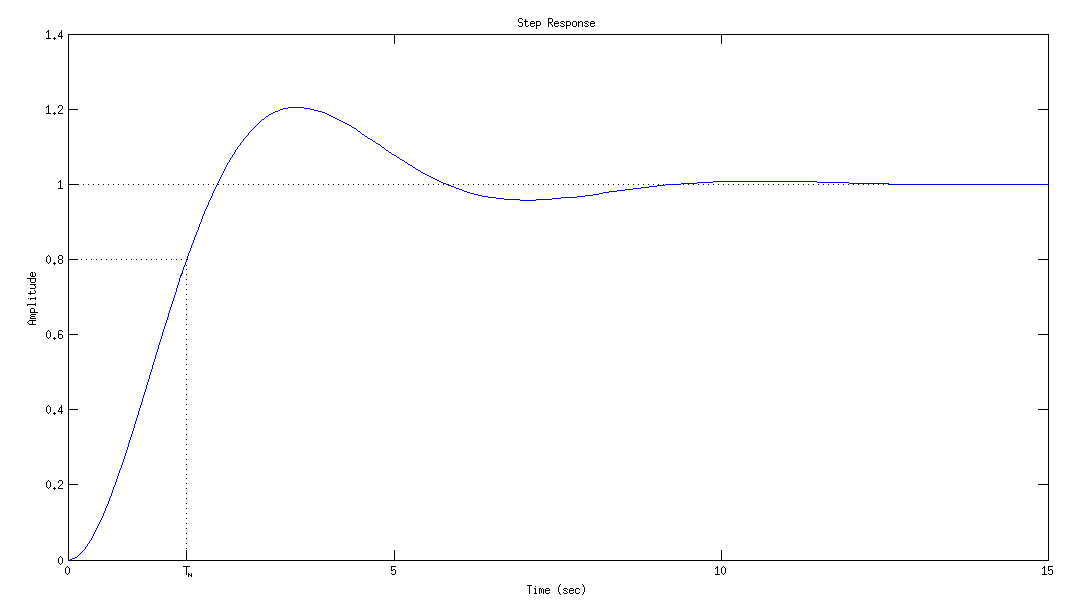
Czas narastania na przykładzie odpowiedzi układu oscylacyjnego

Czas narastania {\displaystyle T_{N}} – czas, w ciągu którego sygnał wyjściowy układu osiąga (najczęściej) od 10% do 90% wartości tego sygnału w stanie ustalonym. Jest miarą jakości dynamicznej odpowiedzi skokowej otwartego lub zamkniętego układu automatyki.